# Liste der Kreisstraßen im Landkreis Stendal
Die Liste der Kreisstraßen im Landkreis Stendal ist eine Auflistung der Kreisstraßen im Landkreis Stendal, Sachsen-Anhalt. Die Gesamtlänge aller Kreisstraßen betrug am 1. Januar 2012 insgesamt 472 km.

## Abkürzungen
- K: Kreisstraße
- L: Landesstraße

## Liste
Die Kreisstraßen werden landesweit durchnummeriert und behalten die ihnen zugewiesene Nummer bei einem Wechsel in einen anderen Landkreis oder in eine kreisfreie Stadt innerhalb von Sachsen-Anhalt. Nicht vorhandene bzw. nicht nachgewiesene Kreisstraßen werden in Kursivdruck gekennzeichnet, ebenso Straßen und Straßenabschnitte, die unabhängig vom Grund (Herabstufung zu einer Gemeindestraße oder Höherstufung) keine Kreisstraßen mehr sind.
| Nr.    | Verlauf |
| ------ | --- |
| K 1012 | (K 1012 im Altmarkkreis Salzwedel) – Kreisgrenze – Heiligenfelde – L 9 – Kreisgrenze – (K 1012 im Altmarkkreis Salzwedel) |
| K 1013 | (K 1013 im Altmarkkreis Salzwedel) – Kreisgrenze – K 1380 – K 1456 – Gagel – L 12 in Lückstedt |
| K 1014 | L 1 in Drösede – Deutsch – Groß Garz – K 1451 – K 1416 – Jeggel – Lindenberg – in Tannenkrug |
| K 1015 | in Tannenkrug – Losse – L 12 |
| K 1016 | Wahrenberg – L 2 – Scharpenhufe – K 1014/K 1451 in Groß Garz |
| K 1019 | L 2 in Seehausen (Altmark) – Falkenberg – Lichterfelde – L 2 in Wendemark |
| K 1020 | – K 1452 – K 1454 – K 1453 – Wegenitz – Feldneuendorf – L 2 – Seehausen (Altmark) – /L 12 |
| K 1023 | L 4 in Kümmernitz – K 1024 – Landesgrenze – (K 6818 im Ostprignitz-Ruppin, Brandenburg) |
| K 1024 | K 1023 – Waldfrieden – K 1025 – Vehlgast |
| K 1025 | K 1024 – Damerow |
| K 1026 | K 1026 L 18 – Neukamern |
| K 1029 | – Wust – Melkow – K 1030 – L 33 in Briest |
| K 1030 | K 1029 in Melkow – Kreisgrenze – (K 1030 im Landkreis Jerichower Land) |
| K 1031 | in Fischbeck (Elbe) – Kabelitz – |
| K 1033 | Neuermark-Lübars – |
| K 1036 | K 1070 in Bürs – K 1041 – Storkau – K 1039 in Hämerten – L 30 in Tangermünde |
| K 1037 | L 32 in Heeren – L 30 in Tangermünde |
| K 1042 | K 1062 in Lindtorf – Beelitz – L 16 |
| K 1045 | K 1047 in Möringen – Tornau – in Döbbelin |
| K 1047 | Schinne – K 1052 – L 15 – K 1477 – Klein Möringen – Möringen – K 1045 – |
| K 1052 | Darnewitz – K 1047 |
| K 1053 | Grassau – Grünenwulsch – K 1054 – L 15/L 30 in Kläden |
| K 1054 | Bülitz – K 1053 in Grünenwulsch |
| K 1055 | L 15 – Schäplitz |
| K 1056 | K 1084 – Klinke – Deetzer Warthe – L 30 in Käthen |
| K 1057 | K 1478 in Börgitz – Volgfelde – L 30 in Vinzelberg |
| K 1058 | L 30 – Vollenschier |
| K 1059 | Calberwisch – L 14 in Düsedau |
| K 1060 | Möllendorf – K 1062 |
| K 1061 | K 1062 – Plätz – L 16 in Bertkow |
| K 1062 | L 9 in Iden – Rohrbeck – L 14 – K 1061 – K 1060 – Goldbeck – L 35 – Baben – Lindtorf – K 1042 – Rindtorf – L 16 |
| K 1063 | L 16 in Hohenberg-Krusemark – K 1065 – Klein Ellingen – K 1070 |
| K 1064 | L 16 in Hindenburg – Kirch Polkritz – K 1484 – Kernkraftwerk Stendal – K 1070 |
| K 1065 | K 1064 – Schwarzholz – K 1063 in Klein Ellingen |
| K 1066 | L 16 in Behrendorf – Berge |
| K 1067 | Rengerslage – L 9 in Wasmerslage |
| K 1068 | Rethhausen – Wolterslage – L 9 |
| K 1069 | L 14 in Düsedau – Erxleben – Polkau – Groß Ballerstedt – K 1463 – Grävenitz – K 1475 – Schorstedt – Friedrichshof – Friedrichsfleiß – K 1078 – Hohenwulsch – Bismark (Altmark) – L 15 – L 28 – L 21 – Wartenberg – Berkau – L 27 in Kremkau |
| K 1070 | L 16 – K 1063 – K 1064 – Kernkraftwerk Stendal – Dalchau – Arneburg – K 1482 – Bürs – K 1036 – L 16 |
| K 1071 | Dobbrun – L 9 |
| K 1072 | L 12 – Dequede – L 9 in Krevese |
| K 1073 | K 1074 in Flessau – Klein Rossau – Groß Rossau – K 1461 – Schliecksdorf – Zedau – L 13 |
| K 1074 | L 12 in Boock – Gladigau – Schmersau – Orpensdorf – Rönnebeck – K 1073 – L 13 in Flessau |
| K 1075 | L 13 in Flessau – Wollenrade |
| K 1076 | L 12 in Boock – Einwinkel – Neue Welt – L 9 in Wohlenberg |
| K 1078 | Möllenbeck – Dobberkau – K 1069 in Hohenwulsch |
| K 1079 | K 1069 in Hohenwulsch – Beesewege |
| K 1084 | L 28 in Bismark (Altmark) – Könnigde – Kreisgrenze – (K 1084 im Altmarkkreis Salzwedel) – Kreisgrenze – K 1056 – Kreisgrenze – (K 1084 im Altmarkkreis Salzwedel)                                                                           |
| K 1176 | (K 1176 im Landkreis Börde) – Kreisgrenze – K 1186 |
| K 1181 | L 31 in Uchtdorf – K 1183 – Kreisgrenze – (K 1181 im Landkreis Börde) |
| K 1183 | K 1181 in Uchtdorf – Kreisgrenze – (K 1183 im Landkreis Börde) |
| K 1185 | K 1186 in Cobbel – Uetz – Kreisgrenze – (K 1185 im Landkreis Börde) |
| K 1186 | K 1196 in Birkholz – K 1176 – Cobbel – K 1185 – K 1471 in Ringfurth |
| K 1187 | L 30 – Ottersburg – Brunkau – /L 53 |
| K 1189 | L 30 – Schleuß |
| K 1190 | L 30 in Groß Schwarzlosen – Stegelitz – K 1191 |
| K 1191 | L 30 – Klein Schwarzlosen – K 1190 – Schönwalde – L 53 |
| K 1194 | Köckte – L 31 – Buch – K 1195 – Schelldorf – K 1195 in Grieben |
| K 1195 | K 1194 in Buch – Jerchel – K 1194 – K 1196/K 1471 in Grieben |
| K 1196 | L 31 in Tangerhütte – K 1186 – Birkholz – Scheeren – Grieben – K 1195 – K 1471 – Elbe – Kreisgrenze – (K 1196 im Landkreis Jerichower Land)                                                                                                 |
| K 1380 | (K 1380 im Altmarkkreis Salzwedel) – Kreisgrenze – K 1013/K 1456 in Gagel |
| K 1451 | K 1016/K 1451 in Groß Garz – Haverland |
| K 1452 | K 1020 – Losenrade |
| K 1453 | K 1020 – K 1454 in Beuster |
| K 1454 | K 1020 – Hohe Geest – Beuster – K 1453 – Ostorf |
| K 1455 | Priemern – L 12 in Bretsch |
| K 1456 | K 1013/K 1380 in Gagel – L 12 in Dewitz |
| K 1459 | Polkern – |
| K 1461 | L 9 – K 1073 in Schliecksdorf |
| K 1463 | L 13 in Flessau – Klein Ballerstedt – K 1069 in Groß Ballerstedt |
| K 1466 | K 1484 – Osterholz |
| K 1468 | L 30 – Querstedt |
| K 1471 | K 1195/K 1196 in Grieben – Bittkau – Polte – Ringfurth – K 1186 – Sandfurth – Kehnert – Kreisgrenze – (K 1471 im Landkreis Börde) |
| K 1472 | – Klietz – K 1474 – Mahlitz – Nierow – L 18 in Neumolkenberg |
| K 1473 | Ferchels – L 18 in Schollene |
| K 1474 | K 1472 in Klietz – K 1483 – |
| K 1475 | K 1069 in Schorstedt – Rochau – /L 35 |
| K 1477 | K 1047 – Schönfeld |
| K 1478 | (K 1478 im Altmarkkreis Salzwedel) – Kreisgrenze – Uchtspringe – Börgitz – K 1057 – Staats – L 30 in Vinzelberg |
| K 1479 | Nahrstedt – |
| K 1482 | L 16 – K 1070 in Arneburg |
| K 1483 | Schönhauser Damm – K 1474 |
| K 1484 | K 1064 – K 1466 – Altenzaun |